# Мужская сборная Грузии по кёрлингу
Мужская сборная Грузии по кёрлингу — представляет Грузию на международных соревнованиях по кёрлингу. Управляющей организацией выступает Федерация кёрлинга Грузии.

## Статистика выступлений

### Чемпионаты Европы
| Год       | Место                | Игры                 | Победы               | Поражения            | Состав команды (в порядке: четвёртый, третий, второй, первый, запасной, тренер)                                  |
| --------- | -------------------- | -------------------- | -------------------- | -------------------- | --- |
| 1959—2022 | не участвовали       | не участвовали       | не участвовали       | не участвовали       | не участвовали                                                                                                   |
| 2023      | 31                   | 7                    | 0                    | 7                    | Giorgi Jeiranashvili (скип), Davit Minasiani, Каха Амбролава, Gocha Jeiranashvili, тренер: Zakaria Khechuashvili |
| 2024      | не участвовали (DNS) | не участвовали (DNS) | не участвовали (DNS) | не участвовали (DNS) | не участвовали (DNS)                                                                                             |
| 2025      | 9 (див. C)           | 8                    | 0                    | 8                    | Gocha Jeiranashvili (скип), Kakha Kurtanidze, Davit Minasiani, Eduard Kalandadze, запасной: Irakil Khechuashvili |